# ETA SA Manufacture Horlogère Suisse
ETA SA Manufacture Horlogère Suisse (ETA SA Manufactura Relojera Suiza) es una empresa que diseña y fabrica movimientos para relojes de cuarzo y para relojes mecánicos de cuerda manual y de cuerda automática, así como componentes y piezas de repuesto. Comúnmente conocida como ETA, la empresa tiene su sede en Grenchen, Suiza, y es una subsidiaria propiedad absoluta del Grupo Swatch.
Aunque ETA fue fundada por Eterna SA en 1856, parte de su línea de producción se remonta a la fundación en 1793 de las Fabriques d'Horlogerie de Fontainemelon (FHF) por David Benguerel, Isaac Benguerel, François Humbert-Droz y Julien Humbert-Droz.
A través de una serie de fusiones, la compañía se ha convertido en el mayor fabricante de movimientos de los relojes producidos en Suiza y controla un monopolio virtual sobre su producción y suministro. De hecho, ha sido objeto de varias investigaciones del gobierno suizo debido a su posición dominante en el mercado.

## Actividad
ETA diseña y fabrica relojes mecánicos y automáticos, movimientos y fornituras. Aunque la empresa produce relojes y movimientos terminados, es especialista en la producción de determinadas piezas de los movimientos utilizados tanto en los relojes de las marcas subsidiarias hermanas del Grupo Swatch, como en los relojes de empresas competidoras, incluidas las marcas propiedad de la Compagnie Financière Richemont S.A. y otras. Con la excepción de las espirales fabricadas por la empresa hermana Nivarox, ETA mantiene el control vertical sobre la fabricación de todos los componentes necesarios para crear un movimiento de reloj y, por lo tanto, se considera una verdadera manufactura de relojería.

## Historia

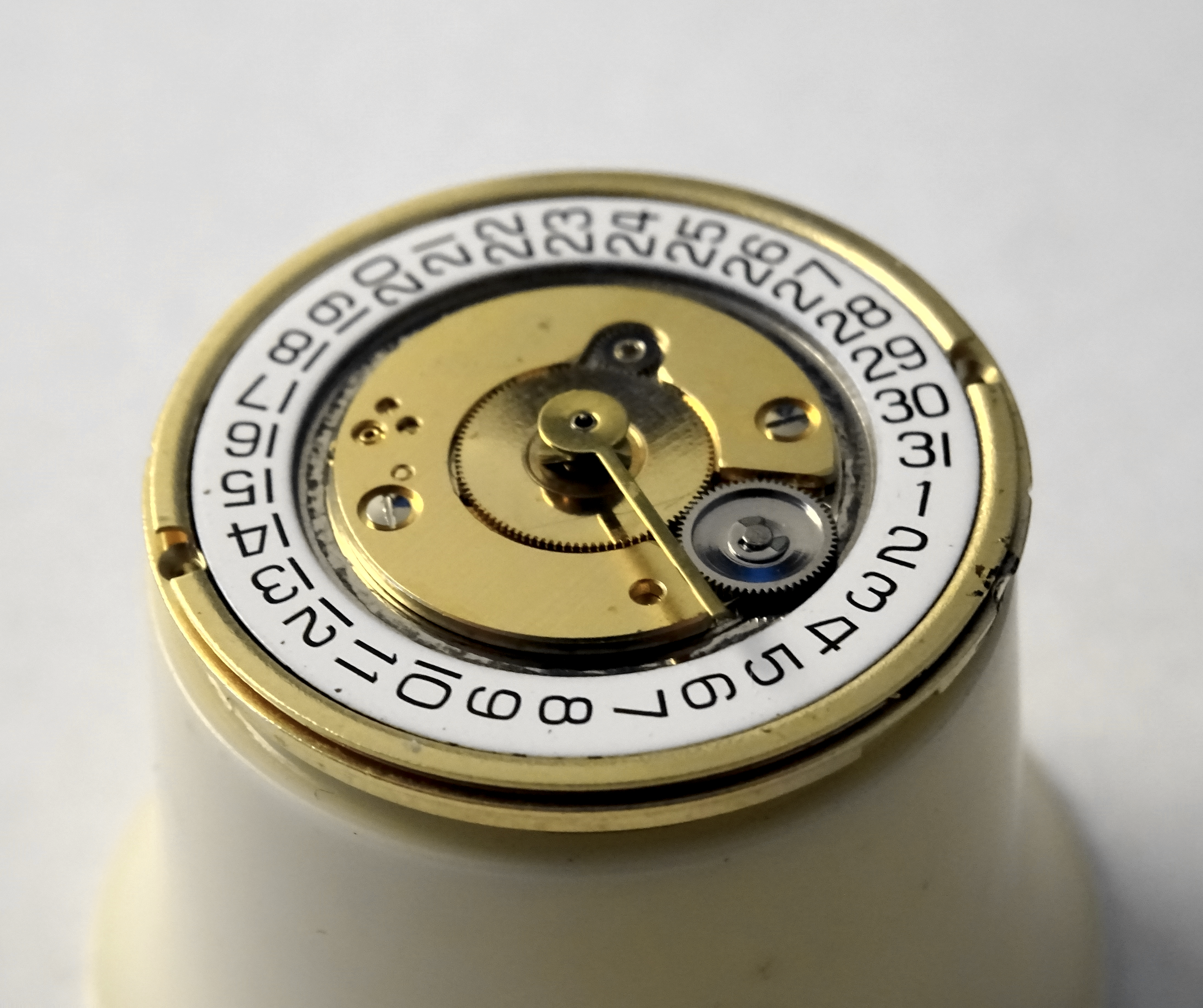
Movimiento electrónico de cuarzo de la marca ETA

ETA es el resultado de la consolidación sucesiva de la industria relojera suiza, una combinación de varios antiguos fabricantes de movimientos de relojes suizos, incluidos Valjoux, Peseux y Lemania.
En 1856, en Grenchen, Urs Schild, un maestro de escuela, y el Dr. Girard fundaron una fábrica de movimientos de relojería que finalmente se convirtió en la compañía Eterna SA. En 1926, ETA AS (la rama de movimientos de Eterna, fundada en 1896) y FHF (fundada en 1793), participaron en la creación de Ébauches Ltd. En 1978, AS y ETA se fusionaron y en 1985 ETA absorbió todas las actividades realizadas anteriormente por Ébauches Ltd y FHF (ambas compañías, parte del Grupo SMH/Swatch).
SSIH se fundó en 1930 mediante la fusión de Omega y Tissot. Al consolidar empresas que producían movimientos de alta calidad y varias marcas de relojes, SSIH gradualmente estableció una posición sólida en la industria relojera suiza.
En ese momento, tanto SSIH como ASUAG tenían varias marcas de relojes suizos bien establecidas. ASUAG, fundada en 1931, se expandió mediante la compra de empresas que fabricaban piezas en bruto para movimientos y de una serie de fabricantes de relojes terminados, que posteriormente se fusionaron bajo la subsidiaria General Watch Co (GWC).
En la década de 1930, tanto ASUAG como SSIH iniciaron programas complementarios de investigación y desarrollo para combatir una grave crisis económica. Tras las reiteradas crisis de la industria relojera suiza, en la década de 1970, tanto ASUAG como SSIH volvieron a tener problemas. La competencia extranjera y la producción en masa de nuevos productos electrónicos baratos se estaban apoderando del mercado. Finalmente, tanto ASUAG como SSIH se enfrentaron a la quiebra.
Durante los años de crisis y reestructuración a partir de 1978, Ernst Thomke estuvo al mando de ETA SA, y también se convirtió en director general de Ébauches SA. Nombrado miembro del consejo de administración de ASUAG, llegó a ser el primer director ejecutivo de SMH, cargo que ocupó hasta 1991. En ese momento, Nicolas Hayek, como presidente recién elegido del consejo de administración y principal accionista, ya se había convertido en la única persona de referencia dentro del grupo.
En 1998, Swiss Corporation for Microelectronics and Watchmaking Industries Ltd (Société de Microélectronique et d'Horlogerie o SMH), fundada en 1983 a través de la fusión de los fabricantes de relojes suizos ASUAG y SSIH, pasó a llamarse Grupo Swatch.

## Productos

### ETA 2824-2

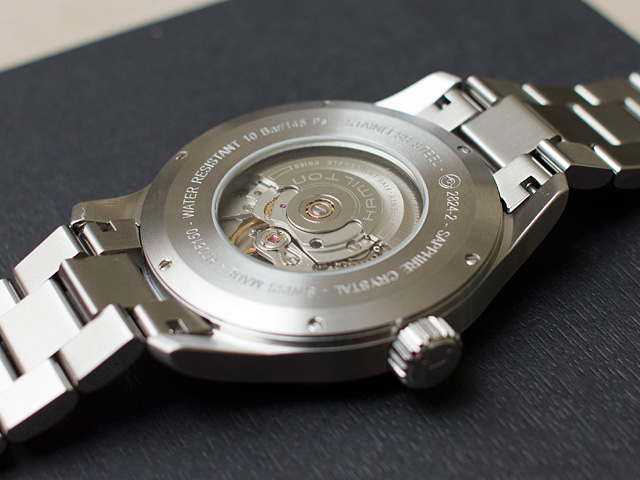
Hamilton Khaki Field Officer H70615133, con movimiento suizo ETA 2824-2

Un caballo de batalla de la línea mecánica ETA es el ETA 2824-2. El 2824 es un movimiento automático de veinticinco rubíes, disponible en cuatro ejecuciones o grados: Estándar, Elaborado (mejorado), Top y Cronómetro. Los componentes clave que difieren el tipo Elaborated y el tipo Top son el sistema de protección contra golpes (Elaborate=Etachoc/Top=Incabloc), el volante (Elaborate=Brass/Top=Glucydur) y la espiral (Elaborate=Nivarox 2/Top=Anachron). En cambio, desde que se añadió el "-2" al final del número de movimiento, no ha habido diferencias entre los grados estándar y de cronómetro en cuanto al mecanismo regulador, ya que ambos son Etachron. Para ilustrar las diferencias de precisión obtenidas por los grados sucesivos, se facilitan las siguientes especificaciones:
- El grado Standard se ajusta en dos posiciones con una frecuencia media de ±12 segundos/día, con una variación diaria máxima de ±30 segundos.
- El grado Elaborated se ajusta en tres posiciones con una frecuencia media de ±7 segundos/día, con una variación diaria máxima de ±20 segundos.
- El grado Top se ajusta en cinco posiciones con una velocidad media de ±4 segundos/día, con una variación diaria máxima de ±15 segundos.
- El grado Chronometer debe cumplir con los estrictos estándares prescritos por la COSC. Los movimientos de grado Cronómetro están numerados en serie, ya que es un requisito de la autoridad de certificación. Además, el grado de decoración en las piezas del movimiento, generalmente solo una mejora estética, también aumenta con el grado.[5]

### ETA 2892
El ETA 2892.A2 es un diseño posterior que data de la década de 1970 y está equipado con componentes de primera calidad.
El 2892 es un movimiento de cuerda automática de 21 rubíes que está disponible en tres ejecuciones o grados: Elaborado, Top y Cronómetro. Los componentes clave en los que difieren los tipos Elaborado y Top son el volante (Elaborado = Latón / Top = Glucydur) y la espiral (Elaborado = Nivarox 2 / Top = Anachron). En cambio, desde la incorporación del "-2" al final del número del movimiento, no ha habido diferencias entre los grados Estándar y Cronómetro en cuanto al mecanismo regulador, siendo ambos Etachron. El grado de decoración de las piezas del movimiento también aumenta con el grado. Para ilustrar las diferencias en precisión obtenidas por los grados sucesivos, se facilitane las siguientes especificaciones:
- El grado Elaborated se ajusta en cuatro posiciones con una frecuencia media de ±5 segundos/día, con una variación diaria máxima de ±20 segundos.
- El grado Top se ajusta en cinco posiciones con una frecuencia media de ±4 segundos/día, con una variación diaria máxima de ±15 segundos.
- El grado Chronometer se ajusta con una frecuencia media de -4/+6 segundos/día, con una variación diaria máxima de ±5 segundos, según los estándares prescritos por el COSC. La gama más amplia del grado de Cronómetro está diseñada para tener en cuenta las diferencias en la velocidad de un reloj entre las posiciones estáticas, como cuando se realizan las pruebas, y las posiciones dinámicas, como cuando se usa realmente un reloj. Los movimientos de grado de Cronómetro están numerados en serie.

El ETA 2892.A2 se encuentra generalmente en los relojes y marcas más caros y prestigiosos, y debido a su espesor relativamente delgado de 3,60 mm, el 2892.A2 es un favorito de las marcas de relojes que comercializan movimientos complicados como Breitling con su marca registrada de cronógrafos (cronómetros). El 2892 también se utiliza en ciertos relojes de la firma International Watch Company, incluidos los modelos Ingenieur presentados en 2013.

### Escape coaxial Omega basado en un movimiento ETA
La línea de relojes Seamaster de Omega (incluido el Seamaster Professional 300) utilizaba anteriormente una versión embellecida del movimiento ETA 2892.A2, conocida como Omega 1120. Las versiones posteriores del Seamaster utilizaban un escape coaxial patentado, inventado por George Daniels, un relojero inglés, y comercializado exclusivamente por Omega, una empresa hermana de ETA. El movimiento con el mecanismo de escape coaxial se conoce como la serie Omega 2500 y se deriva del ETA 2892. Las versiones posteriores del Seamaster "Planet Ocean" migraron del Omega 2500 a un escape coaxial diferente conocido como la serie Omega 8500 con una resistencia magnética extremadamente alta. Los modelos actuales Seamaster Professional 300 continúan utilizando los movimientos de la serie D del Omega 2500.

### Valjoux 7750

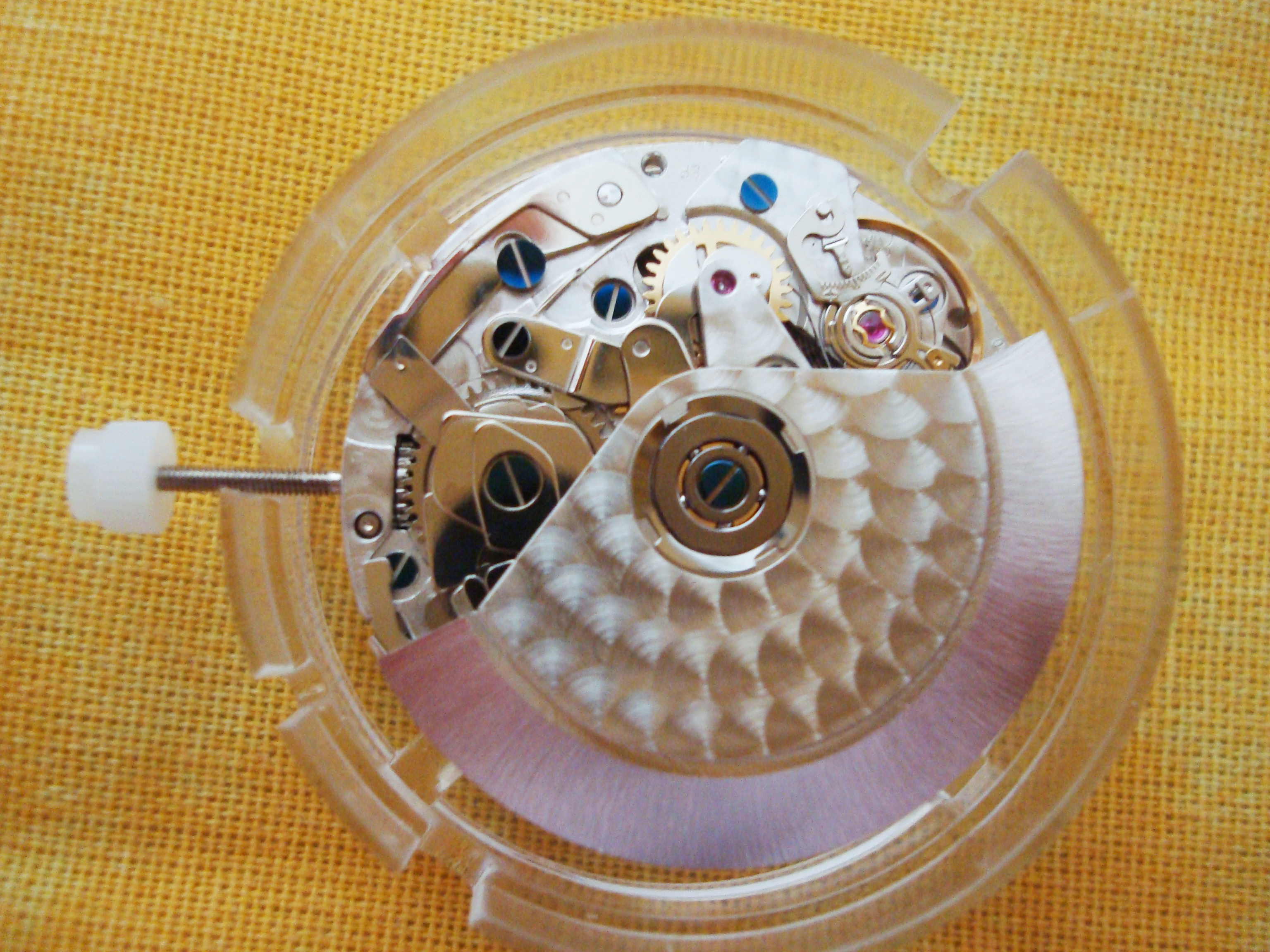
Movimiento automático ETA/Valjoux 7750

El Valjoux 7750, también conocido como ETA 7750, es un movimiento extremadamente popular que se utilizó en la mayoría de los cronógrafos mecánicos del mercado en 2004.
Utiliza un sistema de levas de tres planos, el escape de palanca corredera, en lugar del mecanismo de cronógrafo tradicional, la rueda de pilares. Está construido con una platina principal, una platina de calendario y una platina superior de cronógrafo. Las palancas empujan una leva hacia adelante y hacia atrás, impulsando el mecanismo cronométrico del Valjoux 7750. En la década de 1980, muchas empresas comenzaron a utilizar el Valjoux 7750 porque era más fácil de producir en masa y distribuir en grandes volúmenes. El sistema y el movimiento fueron desarrollados por Edmond Capt en 1970, como un mecanismo de cuerda automática totalmente integrado con ajuste rápido de día/fecha basado en el Valjoux 7733.
El movimiento es un mecanismo de cuerda automática de 25 rubíes, que puede equiparse con distintas características, incluida la fecha triple (día, fecha, mes y fase lunar) o diversos modelos de dos y tres registros con totalizadores o contadores de minutos, segundos y horas. Está disponible en tres ejecuciones o grados: Elaborated, Top y Cronómetro. Los componentes clave en los que difieren los tipos Elaborated y Top son las piedras de áncora, el volante y la espiral y el mecanismo regulador. Para ilustrar las diferencias en precisión obtenidas por los grados sucesivos, se facilitan las siguientes especificaciones:
- El grado Elaborated se ajusta en tres posiciones con una tasa promedio de ±5 segundos/día con una variación diaria máxima de ±15 segundos.
- El grado Top se ajusta en cinco posiciones con una tasa promedio de ±4 segundos/día con una variación diaria máxima de ±15 segundos.
- El grado Chronometer debe cumplir con los estrictos estándares prescritos por el COSC: una tasa promedio de -4/+6 con una variación diaria máxima de ±5 segundos.[13]

## Investigación antimonopolio
En 2003, el Comisión Suiza de la Competencia inició una investigación sobre las prácticas comerciales de ETA SA después de que Nicolas Hayek, entonces presidente de la empresa matriz de ETA, el Grupo Swatch Ltd., anunció en 2002 que ETA dejaría de suministrar movimientos parciales de relojes (ébauches) a empresas ajenas al Grupo Swatch. Los competidores se quejaron de que esta decisión los dejaría fuera del negocio. Hayek respondió que las empresas relojeras suizas debían comenzar a invertir en sus propias capacidades de fabricación de movimientos porque era perjudicial para la salud a largo plazo de la industria relojera suiza depender de un solo proveedor, ETA, para la mayor parte de la producción de componentes y piezas. La Comisión Suiza de Competencia ordenó a ETA que continuara suministrando ébauches a empresas ajenas al Grupo Swatch durante la investigación.
En 2005, la Comisión Suiza de Competencia concluyó su investigación y ordenó a ETA que continuara suministrando componentes y piezas a los niveles actuales hasta 2008, después de lo cual se le permitió a ETA reducir gradualmente las entregas hasta 2010. La comisión había descubierto que para los componentes en el rango de precio de hasta 250 dólares estadounidenses, no había alternativas reales y la decisión de ETA de detener las entregas constituía una violación de la ley suiza relativa a los cárteles.
Aunque la decisión de 2005 ha alentado a algunos relojeros a invertir en el personal y el equipo necesarios para producir movimientos en sus propias instalaciones, la dependencia de ETA ha continuado. La decisión original se ha ampliado, y en julio de 2012 la Comisión Suiza de la Competencia ordenó que, basándose en los niveles de suministro de 2010, ETA podría reducir el nivel de movimientos suministrados en un 30 por ciento en 2014-2015, en un 50 por ciento en 2016-2017 y en un 70 por ciento en 2018-2019. El número de productos Nivarox que deben ofrecerse se reducirá gradualmente, hasta un 70 por ciento en 2023. ETA espera alcanzar finalmente una posición en el mercado en la que se le permita elegir libremente si suministrar o no piezas y componentes a los competidores basándose únicamente en su propio criterio.